# 海腹川背Portable
『海腹川背Portable』（うみはらかわせポータブル）は、2008年3月27日に発売されたPlayStation Portable用アクションゲーム（ラバーリングアクションゲーム）である。過去にPlayStationで発売された『海腹川背・旬』の移植リメイク作品として制作された。
2008年7月14日には、Natsume Inc.が本作を北米向けにYumi's Odd Odysseyの名称で発売すると発表したが、続報はなく、発売中止となった。なお、Yumi's Odd Odysseyの名称は後に『さよなら 海腹川背』の北米版タイトルとして再利用された。

## 不具合騒動
本作は、シリーズ初の携帯ゲーム機への移植作である。
原作の『旬』では地形が3Dポリゴンで表現されているが、画面の中心に視点があった原作とは違い、常に画面右上から見下ろすような視点になっており、遠近法における消失点が存在しないことが発売前に発表されたスクリーンショットから判明する。これにより、天井や主人公から見て右側の壁が死角になっており、隠れて見えないようになっている。これは、ゴムロープを地形に引っかけて移動する本作において、ゲームに支障を来してしまう致命的な仕様である。
発売前に体験版が配信された際、本作の根幹となるラバーリングの挙動に『旬』との大きな違いがあることがユーザにより発見された。具体的には、ロープが床や壁を突き抜ける、ロープが壁に張り付く、不自然な伸縮をするなどである。これらの現象は体験版を入手することで容易に検証が可能であったため、この現象を再現させた状況の動画が動画共有サイトに投稿されたり、問題点をとりまとめたサイトが開設されたりするなど、発売前の段階からユーザー間で情報が詳細にやりとりされた。
これと並行して、公式サイトでのタイトルの誤記や、複雑な挙動がゲーム性を左右するゲームの移植作でありながら、シリーズ前2作のゲームデザイナおよびプログラマを務めた酒井潔が開発に一切関与しておらず、本作に関わった経験の一切無い移植担当元のスタッフたちが「一から見た目を似せる形で作り直している」という事実が発覚した。
最終的にはこれらの現象は「仕様」とされ、修正などは行われず発売された。このような経緯から本作は発売前から大きく評価を落とすこととなり、文化放送デジタルラジオ放送超!A&G+のラジオ番組『A&G GAME MASTER GT-R』では、「ワゴンゲーム賞（2008年発売のゲームタイトルから選出で、思わずワゴンに入れて売りたくなってしまうゲーム）」という不名誉な賞を受賞した。
この騒動が原因か、デベロッパのロケットスタジオの開発実績にはこの作品は紹介されていない。